# Francisco Serrano y Cuenca
Francisco Serrano y Cuenca (Lopera, província de Jaén, 5 de gener del 1776 - Madrid, 27 de setembre de 1840) fou un militar liberal espanyol, pare de Francisco Serrano y Domínguez. Va lluitar a la guerra del francès en la defensa de Cadis. Adoptà les idees liberals i fou perseguit per Ferran VII d'Espanya. A la mort d'aquest fou ascendit a mariscal de camp de cavalleria, elegit diputat a Corts en 1834 i 1836 per Jaén i lluità a Catalunya durant la primera guerra carlina. De 1836 a 1837 fou Capità general de Catalunya, i durant el seu mandat va idear la Junta d'Armament i Defensa de Barcelona per tal de defensar-la dels carlins, amb patrocini del banquer barceloní Jaume Safont. Després fou comandant general de Huelva i membre del Tribunal Suprem de Guerra i Marina.